# Hümpfershausen
Hümpfershausen ist ein Ortsteil der Stadt Wasungen im Landkreis Schmalkalden-Meiningen in Thüringen.

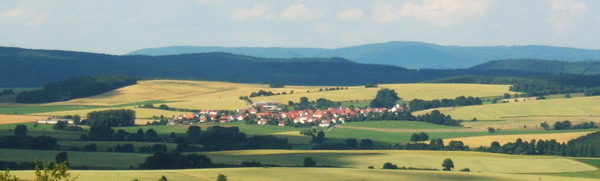
Hümpfershausen, im Hintergrund der Thüringer Wald

## Geografie
Hümpfershausen liegt am Fuß des Roßberges in der Rhön.

## Geschichte
Die urkundliche Ersterwähnung des Ortes fällt in das Jahr 1145, als Bischof Embricho von Würzburg dem Kloster Zella Hunfridishusen als eines seiner Güter bestätigte.
Die Gründung des am Ortsrand gelegenen Kloster Sinnershausen erfolgte durch einen frommen Ritter Gottfried von Katza. Die aus den zwei Höfen Gossbachshof und Hopfenhof bestehende Siedlung. Hümpfershausen und weitere Orte in der Umgebung wurden dem Kloster geschenkt. Die dem Bettelorden der Wilhelmiten angehörenden Mönche wurden vom Kloster Weißenborn bei Ruhla entsandt und hatten sich die Aufgabe gestellt, Reisenden und Pilgern behilflich zu sein.
Das Kloster Sinnershausen wurde im Bauernkrieg verwüstet, in Brand gesetzt und von den letzten Mönchen aufgegeben. Die Grafen von Henneberg bestimmten als Landesherren die Säkularisation des Grundbesitzes, die Hauptgebäude waren durch den Brand weitgehend zerstört und wurden abgerissen. Die Bewohner des Nachbardorfes Lückershausen, heute eine Wüstung in der Flur Hümpfershausen, litten besonders unter den Frondiensten der Klöster, daher hatten sich fast alle Bauern spontan dem Werrahaufen angeschlossen. Nach der Niederschlagung des Aufstandes wurden die gefangenen Lückershäuser mit der Todesstrafe abgeurteilt, ihre Siedlungsstätte wurde eingeäschert. 1611 hatte der Ausbruch der Pest in der Gegend um Hümpfershausen in fünf Wochen fast die ganze Bevölkerung zu Tode gebracht, 1634 wurde ein Einfall der Kroaten und 1637 ein Einfall der Schweden in der Kirchenchronik vermerkt.
Hümpfershausen war von 1617 bis 1679 von Hexenverfolgungen betroffen: Drei Frauen gerieten in Hexenprozesse, 1679 wurde Dorothea Abe verbrannt. Von zwei Prozessen ist der Ausgang unbekannt.
Im Jahr 1603 wurde in Hümpfershausen die Kirche erbaut. Das erste Schulgebäude wurde 1847 errichtet. Der Ort im Amt Sand gehörte von 1680 bis 1918 zum Herzogtum Sachsen-Meiningen. Seit 1920 gehört er zum Land Thüringen.
Am 1. Januar 2019 wurde die Gemeinde Hümpfershausen in die Stadt Wasungen eingegliedert. Sie gehörte der Verwaltungsgemeinschaft Wasungen-Amt Sand an.

## Politik
Der Gemeinderat aus Hümpfershausen setzte sich aus 6 Ratsfrauen und Ratsherren zusammen.
- CDU – FW Hümpfershausen 6 Sitze

(Stand: Kommunalwahl am 24. Mai 2014)
Der ehrenamtliche Bürgermeister Manfred Kümpel wurde am 27. Juni 2004 gewählt.

## Kultur und Sehenswürdigkeiten
- Berghütte Hümpfershäuser Häuschen auf einem Berg westlich von Hümpfershausen
- Auf dem bewaldeten Gotteskopf liegt etwa zwei Kilometer nördlich des Dorfes auf einem Plateau eine kleine Befestigungsanlage mit einem nördlich vorgelagerten Wallrest. Man nimmt an, dass dies eine prähistorische Anlage sei.[6]

### Bauwerke
- Nördlich des Orts befindet sich das nach 1290 gegründete ehemalige Wilhelmitenkloster Sinnershausen. Im Klostergelände wurde im 19. Jahrhundert ein Schlösschen errichtet, das nach der Enteignung der Besitzer nach dem Zweiten Weltkrieg der Gemeinde übereignet wurde und später als Kinderkurheim und heute als Landesfeuerwehrschule und Jugendherberge dient. Eine Steinfigur aus dem 14. Jahrhundert in einer Mauernische soll den Klostergründer Gottfried von Katza darstellen.

## Freiwillige Feuerwehr

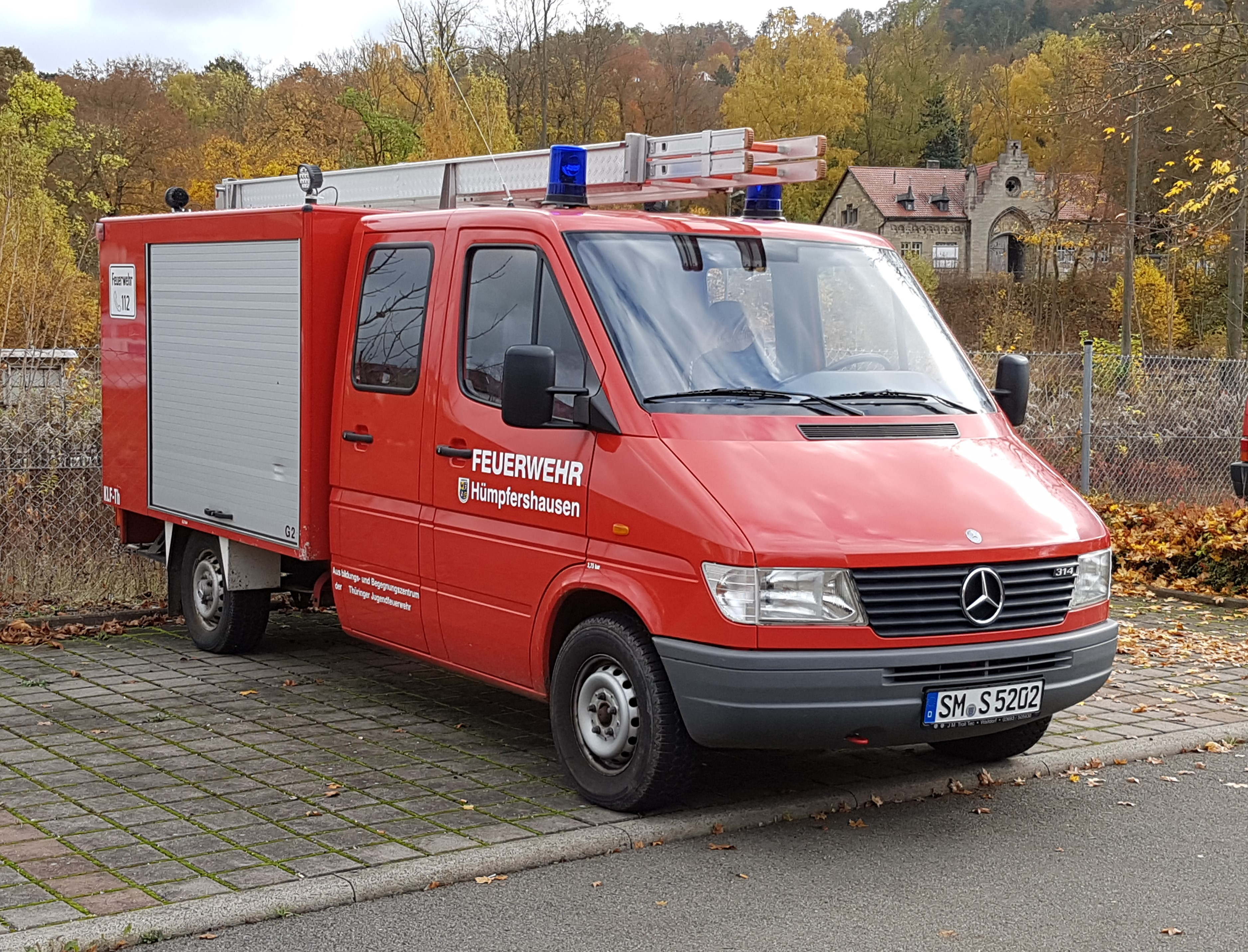
Kleinlöschfahrzeug „Typ Thüringen“ der FF Hümpfershausen

Hümpfershausen besitzt eine Freiwillige Feuerwehr, ihr gehört ein Kleinlöschfahrzeug Typ Thüringen.